# Gary Coleman
Garyy Wayne Coleman (n. 8 februarie 1968 – d. 28 mai 2010) a fost un actor american, cunoscut pentru rolul său ca Arnold Jackson din sitcom-ul american Diff'rent Strokes (1978–1986). Era descris în 1980 „ca fiind unul dintre cele mai promițătoare talente din televiziune”. În pofida succesului avut ca actor copil, Coleman a avut probleme financiare mai târziu. În 1993, el și-a dat în judecată părinții și consilierul de afaceri pentru deturnarea activelor sale.De asemenea a fost parodiat in jocul Postal 2.

## Începutul vieții
Coleman s-a născut în Zion, Illinois. A fost adoptat de Edmundia Sue, o asistentă medicală, și de W.G. Coleman, un operator de stivuitor.

## Deces
Pe 26 mai 2010, Coleman oa fost internat la Utah Valley Regional Medical Center în Provo, Utah după ce a căzut și s-a lovit la cap. A murit la 12:05 p.m.MDT (18:05 UTC) pe 28 mai 2010.

## Filmografie

### Film
| Anul | Film                                    | Rol                            | Note                            |
| ---- | --------------------------------------- | ------------------------------ | ------------------------------- |
| 1979 | The Kid from Left Field                 | Jdackie Robinson "J.R." Cooper | Film de televiziune             |
| 1980 | Scout's Honor                           | Joey Seymour                   | Film de televiziune             |
| 1981 | On the Right Track                      | Lester                         |                                 |
| 1982 | The Kid with the Broken Halo            | Andy LeBeau                    | Film de televiziune             |
| 1982 | Jimmy the Kid                           | Jimmy                          |                                 |
| 1983 | The Kid with the 200 I.Q.               | Nick Newell                    | Film de televiziune             |
| 1984 | The Fantastic World of D.C. Collins     | D.C. Collins                   | Film de televiziune             |
| 1985 | Playing with Fire                       | David Phillips                 | Film de televiziune             |
| 1994 | Party                                   | The Liar                       | Scurt metraj Producător asociat |
| 1994 | S.F.W.                                  |                                | Cameo                           |
| 1996 | Fox Hunt                                | Murray Lipschitz, Jr.          |                                 |
| 1997 | Off the Menu: The Last Days of Chasen's | Persoana lui                   | Documentar                      |
| 1998 | Dirty Work                              |                                | Cameo                           |
| 1998 | Like Father, Like Santa                 | Inatiusttt                     | Film de televiziune             |
| 1999 | Shafted!                                |                                |                                 |
| 2000 | The Flunky                              |                                |                                 |
| 2002 | Fank McKlusky, C.I.                     |                                | Cameo                           |
| 2003 | Dickie Roberts: Former Child Star       | Persoana lui                   | Cameo                           |
| 2003 | A Carol Christmas                       | Christmas Past                 | Film de televiziune             |
| 2004 | Chasing the Edge                        |                                | Cameo Scurt metraj              |
| 2004 | Save Virgil                             | Persoana lui/The Devil         |                                 |
| 2005 | A Christmas Too Many                    |                                |                                 |
| 2006 | Church Ball                             |                                |                                 |
| 2008 | An American Carol                       | Bacon Stains Malone            |                                 |
| 2009 | Midgets vs. Mascots                     | Gary                           | Last film appearance            |

### Televiziune
- Prima oară a apărut într-o reclamă pentru Harris Bank. eplica lui, după ce crainicul spune "You should have a Harris banker" a fost "You should have a Hubert doll". "Hubert" a fost un leu de pluș reprezentând logo-ul băncii Harris.[necesită citare]
- The Jeffersons (1977, invitat)
- Good Times (1977, invtat)
- Diff'rent Strokes (1978–1986)
- The Facts of Life (1980)
- Buck Rogers in the 25th Century (episodul "The Cosmic Wizz-Kid")
- The Gary Coleman Show (1982) (voce)
- Amazing Stories (1986) Sezonul 1: Episodul 13 – "The Sitter"
- 227 (1990)
- Fresh Prince of Bel-Air  (invitat) (ca Arnold Jackson, cu Conrad Bain ca Phillip Drummond) (1996)
- The Ben Stiller Show (1993) ca Persoana lui
- The Wayans Bros. (Pilot Episode: "Goop, Hair-It-Is" - 11 ianuarie 1995, inviatat; ca Persoana lui)
- The Simpsons, "Grift of the Magi" (19 decembrie 1999)
- The Drew Carey Show, "What's Wrong with this Episode? IV" (28 martie 2001)
- Drke and Jhosh (invitat)
- My Wife and Kids (invitat)
- The Jamie Foxx Show (invitat ca Cupid)
- Married… with Children (invitat)
- The Surreal Life (invitat)
- Unscrewed with Martin Sargent (2003–2004, invitat)
- Simon &imon, "Like Father, Like Son"
- The Parkers ca Persoana lui
- Penn & Teller: Bullshit! "The Apocalypse" ca Persoana lui (16 iulie 2009, invitat)